# Kalophrynus nubicola
Kalophrynus nubicola é uma espécie de anfíbio da família Microhylidae.
Pode ser encontrada nos seguintes países: Malásia e possivelmente em Brunei.
Os seus habitats naturais são: regiões subtropicais ou tropicais húmidas de alta altitude e marismas intermitentes de água doce.